# Driss Sans-Arcidet
Driss Sans-Arcidet Lacourt dit Le Musée Khômbol, né le 18 juin 1960 à Toulouse, est un plasticien et sculpteur français.
Après avoir passé de nombreuses années en banlieue toulousaine, il réside actuellement à Caen.

## Formation
Après des études en psychologie à l’université d'Aix-Marseille, de philosophie à l’université Toulouse-Jean-Jaurès puis à l'École supérieure des beaux-arts de Toulouse, Driss Sans-Arcidet se consacre entièrement à son activité de plasticien. Par ailleurs, il a appris la menuiserie, la soudure, la couture, auprès d’artisans, savoir-faire utiles pour son travail.

## Démarche
Le Musée Khômbol — tel est son pseudonyme — propose notamment à ces visiteurs « la réactivation d’un état que l’on expérimente au cours de la petite enfance : celui où réalité et fiction forment un tout difficilement démélable ». Ces œuvres mettent « le visiteur en situation de ré-expérimenter un état d’incertitude quant à la réalité d’une chose ou d’une situation, laquelle est toujours sur le fil, entre le plaisir et le trouble, entre le merveilleux et l’effrayant, entre le drôle et l’inquiétant. »
Driss Sans-Arcidet Lacourt construit également des décors, notamment pour Caen Expo Congrès. Il peint et écrit des nouvelles.

## Fers(2009)
En 2009, Sans-Arcidet a créé Fers, une sculpture dédiée au général Dumas (1762-1806), né esclave en Haïti. Il s’agit d'une œuvre en métal rouillé, représentant une chaîne brisée et des fers d'esclave monumentaux , installée dans le jardin Solitude, sur la place du Général-Catroux dans le 17e arrondissement de  Paris. Cette commande de la mairie de Paris a été initiée à l’instigation de l’écrivain Claude Ribbe pour remplacer la Statue du Général de la Révolution Thomas-Alexandre-Dumas, œuvre d'Alphonse de Perrin de Moncel, érigée en 1912-1913 et envoyée à la fonte sous le régime de Vichy. Cette sculpture forme un triangle avec les monuments de Gustave Doré (1883)  et René de Saint-Marceaux (1906) dédiés aux écrivains célèbres (fils et petit-fils du Général) Alexandre Dumas et Alexandre Dumas fils. L’inauguration, organisée par l’Association des amis du général Dumas et patronnée par l’Unesco, a eu lieu le 4 avril 2009 et a fait l’objet d’un rassemblement en présence du maire de Paris. Était présent le Président des États-Unis Barack Obama, de passage en France ce jour-là pour le 60e anniversaire de l’OTAN, symboliquement convié à cette inauguration.

## Œuvres
Espagne
- 1992 : Terra incognita, Lleida.

France
- 1987 : Le Cimmerium, Centre d'art contemporain Labège, Midi-Pyrénées.
- 1991 : CWF le creux de l’enfer, Thiers, CWF, les Abattoirs, Toulouse. Le Magasin des deux mondes, Centre d'art Albi et Castres, Tarn.
- 1993 : L’Homme ordinaire, galerie Eric Dupont, Toulouse. L’Arche de Noé, Grenier du Chapitre, Cahors.
- 1995 : La Tour Babel, chapelle Saint-Jacques, Saint-Gaudens. La Dame de pique, le Parvis, Tarbes.
- 1997 : L’Orintorphe, African Bazar, Montauban.
- 1998 : Les Gueules noires, musée des Augustins, Toulouse.
- 1999 : Enfilez-les avec délicatesse, galerie Carousel, Paris. La Consigne, musée Zadkine, Paris.
- 2001 : La Vie elle est, Centre d'art d'Hérouville-Saint-Clair.
- 2003 : Lénine, le mausolée, galerie l’Unique, Caen. Le Club de la momie, Caen Exo Congrès, Caen.
- 2004 : La petite maison à côté de la prairie, Caen expo Congrès, Caen.
- 2005 : L’épicerie LES TEMPS DIFFICILES, petit lieu poileboine, Caen. Les petits actionnaires, galerie l’Unique, Caen.
- 2006 : Bal masqué, artothèque de Caen.
- 2007 : Khombol Boxing Palace, FRAC Basse Normandie Caen. L’Ampleur du désastre, artothèque de Caen.
- 2007 : L’Ampleur du désastre, artothèque de Caen.
- 2009 : Fers, place du Général-Catroux, Paris.
- 2012 : Je vois des choses, théâtre de Lisieux.
- 2015 : Les Temps difficile II, petit lieu sans qualité, Caen.
- 2016 : Les États humides de normandie, L'Unique, Caen.
- 2017 : Les Temps difficiles III, La fermeture éclair, Caen.
- 2018 : Un dimanche sur Mars, L'Unique, Caen.

Lituanie
- 1997 : Je vous adresse mon bon souvenir, Centre d'art de Vilnius.

### Expositions collectives
- 1988 : Les toilettes du Bijou, Toulouse.
- 1989 : L’éphémère, Vassivière, Limousin.
- 1990 : Ateliers des Arques, Lot.
- 1991 : L’amour de l’art, Biennale de Lyon.
- 1992 : Vertiges de la connaissance, musée de Toulon.
- 1993 : My home is your home, Lodz Pologne.
- 1994 : Plein air, Galerie de Kiev, Kiev.
- 1995 : La lisière du trouble, musée Ingres, Montauban.
- 1996 : « Docteur Kafka », La villa, Annemasse.
- 1997 : Crossing, Academy of Art, Honolulu, Hawaii.
- 1998 : Achab, Snug Harbor Center of Art, New York.
- 1999 : Je sais maintenant ce que je dois faire, Les Arques, Lot.
- 2000 : F.F, galerie Caroussel, Paris. Denkildber, galerie Caroussel, Paris.
- 2001 : La momie de Marcel Duchamp, Yvetot. La petite châtelaine, La Piscine, Roubaix.
- 2004 : P comme Phrénologie, galerie Duchamp, Yvetot.
- 2005 : Le Mémorial du Confort, Caen Expo Congrès.

### Collections publiques
- FRAC Midi-Pyrénées.
- FRAC Rhône Alpes.
- FRAC Basse Normandie.
- MAC Lyon.
- Ville de Lodz.
- Academy of Art of Honolulu Hawaii.
- Artothèque de Caen.
- Institut Art contemporain Villeurbanne, Rhône.
- Ville de Paris, commande publique, hommage au général Dumas et à l’abolition de l’esclavage.

### Publications
- Le retour-Musée Khômbol dans l'atelier du Musée Zadkine de Driss Sans-Arcidet, Noëlle Chabert, Catherine Lanson et musée Zadkine, 1998.
- Sauveur ou Sortir de l'ordinaire de Driss Sans-Arcidet et Monsieur Émile, 2003.
- Musée Khômbol : le temps du monde fini commence de Driss Sans-Arcidet et Galerie Duchamp, 2005.
- P comme Phrénologie ou La tête de l'emploi : Guy Lemonnier, Driss Sans-Arcidet, Philippe Bazin, Guiome David, Braïma Injaï, Alain Sonneville & Pierre-Claude de Castro, Bruno Carbonnet, Pierre Creton. Galerie Duchamp et Conservatoire nominal des arts et métiers, 2005.

### Émissions radiophoniques
- « Conférences Khômbol » sur RadioBazarnaom.com (« Radio Bazarnaom », sur Radio Bazarnaom (consulté le 29 septembre 2020)).